# Abraham Moles

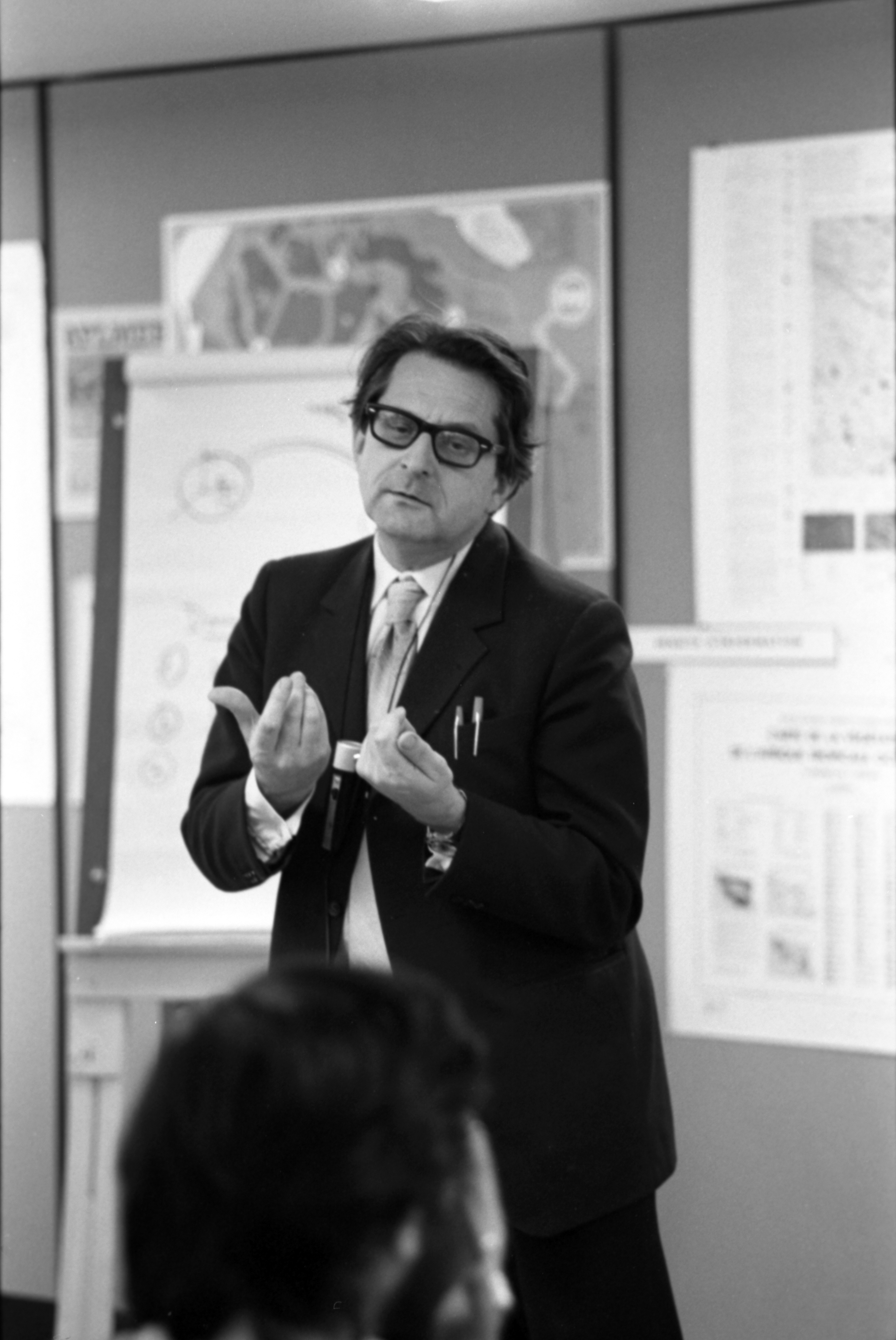
Abraham Moles (1972)

Abraham André Moles (* 19. August 1920 in Touzac; † 22. Mai 1992 in Straßburg) war ein französischer Sozialpsychologe, Elektrotechniker, Akustiker und Hochschullehrer. 

## Leben und Werk
Moles studierte Physik und Philosophie in Grenoble, Lyon, Zürich, Paris, New York und Straßburg. Er hatte einen Doktor der Physik und der Philosophie. Von 1945 bis 1954 arbeitete er am Centre National de la Recherche Scientifique. Von 1957 bis 1958 war er wissenschaftlicher Leiter der Edition Kister in Genf.
Moles war von 1961 bis 1966 als Dozent an der Hochschule für Gestaltung Ulm und an der Universität in Straßburg tätig. Gastprofessuren führten ihn u. a. an die Universität Laval in Kanada (1973) und an die Universität San Diego in Kalifornien (1976). 
Er und Max Bense waren (zunächst unabhängig) maßgeblich an der Entwicklung der Informationsästhetik beteiligt. Moles brachte das kybernetische Modell der Kommunikation mit der Humanwissenschaft in Verbindung. Sein Gesamtwerk ist ein bedeutender Beitrag zur Interdisziplinarität.
Moles war Mitglied der Physical Society of Amerika, der Société de psychologie, der Société des gens de lettres und der International Association of Applied Psychology.

## Veröffentlichungen
- Physique du bruit, 1952.
- Structure physique du signal musical, 1952.
- Théorie de l'information et perception esthétique, 1958. (Deutsche Übertragung Hans Ronge. Informationstheorie und ästhetische Wahrnehmung, 1971).
- Sociodynamique de la culture, 1967.
- l'affice dans la société urbaine, 1970.
- Mit Eric Rohmer: Psychologie de l'espace, 1971.
- Kitsch. L'art du bonheur, 1972.
- Kunst und Computer, 1973.
- Mit Eric Rohmer: Micropsychologie, 1976.